# Poria chlorina
Poria chlorina är en svampart som beskrevs av Massee 1906. Poria chlorina ingår i släktet Poria och familjen Polyporaceae.   Inga underarter finns listade i Catalogue of Life.